# Torpédoborec

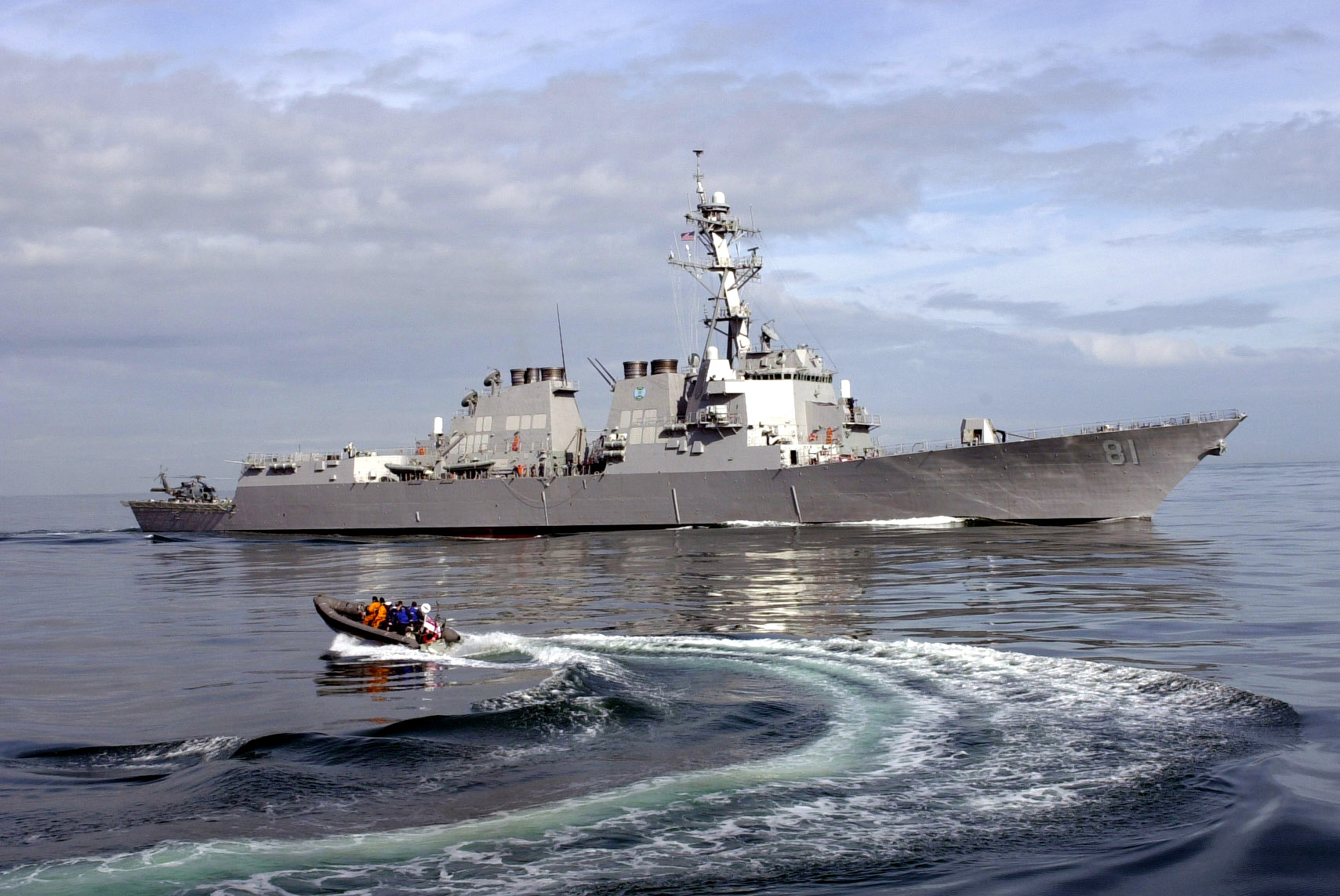
Americký torpédoborec USS Winston S. Churchill třídy Arleigh Burke

Torpédoborec je rychlá a obratná válečná loď se silnou raketovou, hlavňovou a torpédovou výzbrojí, určená k plnění mnoha různorodých úkolů. Jeho hlavním úkolem je vedení boje s letadly, ponorkami a hladinovými loděmi protivníka na otevřeném moři. Slouží též jako doprovod velkých lodí floty nebo bojové skupiny.
Český výraz „torpédoborec“ bývá často považován za zastaralý s vysvětlením, že současné torpédoborce torpéda téměř nepoužívají. Nicméně tento výraz nemá s torpédovou výzbrojí mnoho společného, jde o český významový ekvivalent původního anglického „torpedo-boat destroyer“ (doslova „ničitel torpédových člunů“), jež bylo časem zkráceno na jednoduché „destroyer“.

## Vznik

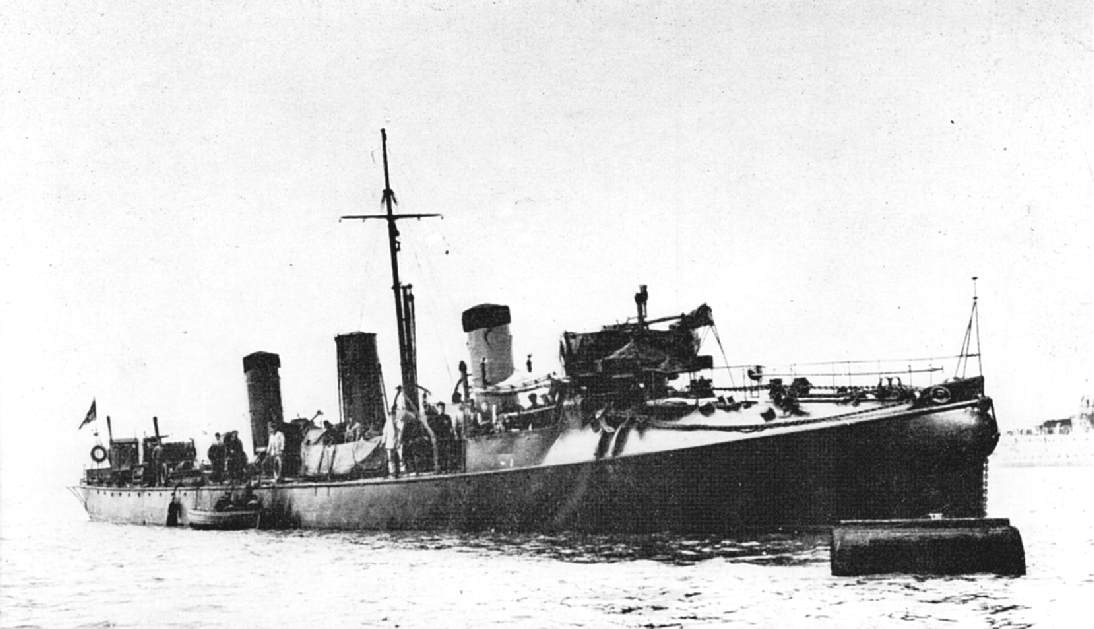
HMS Havock (třída Havock) byl první torpedo-boat destroyer přijatý do služby

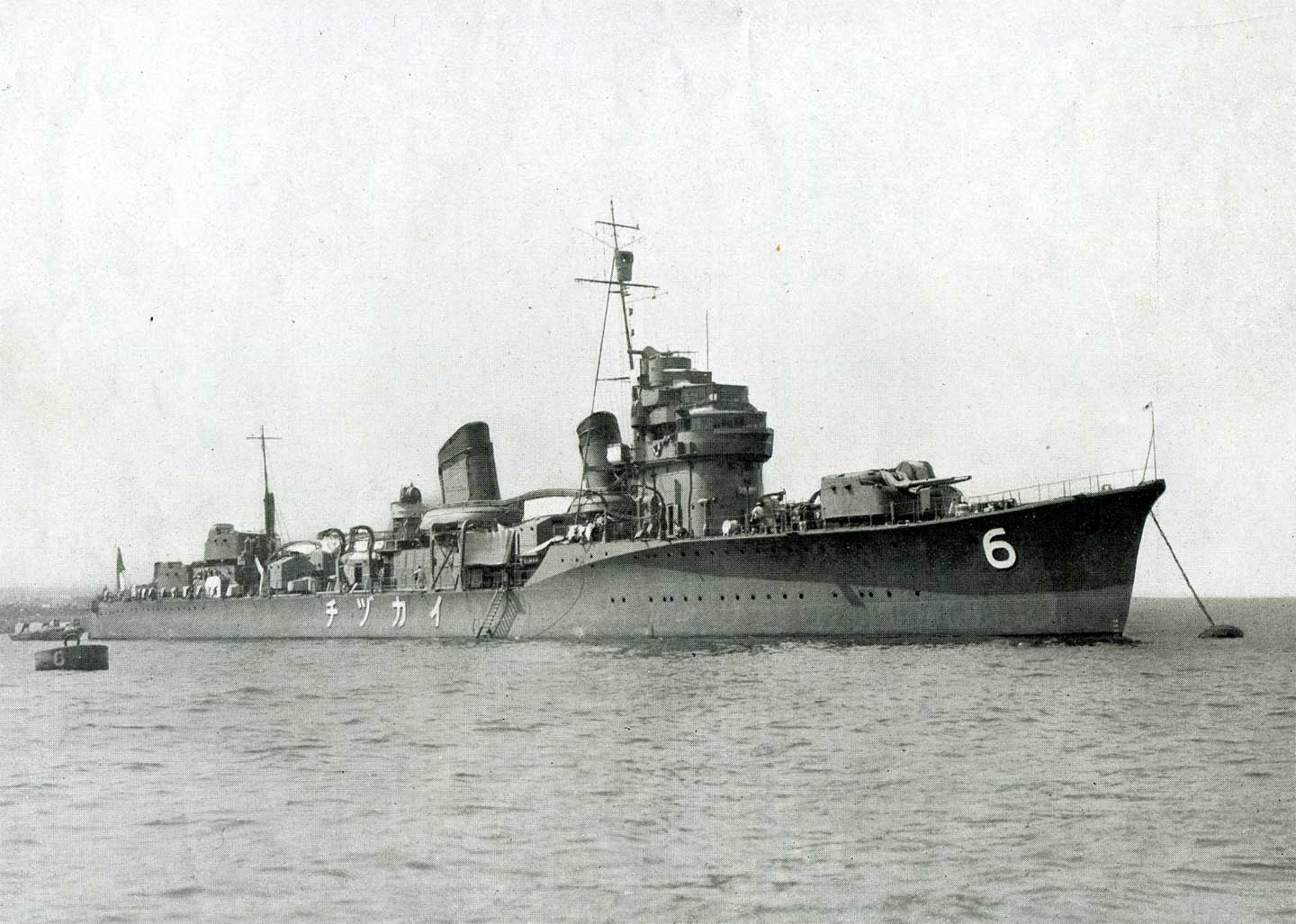
Japonský torpédoborec Ikazuči třídy Fubuki v roce 1933

Torpédoborec původně vznikl na konci 19. století jako účinný prostředek proti rychlým torpédovkám a torpédovým člunům. Ve druhé světové válce se mnohem více uplatnil při boji s ponorkami, letadly i lehkými křižníky nepřítele a patřil mezi nejaktivnější hladinové jednotky.

## Raketové torpédoborce
Již za druhé světové války lze sledovat trend omezování torpédové výzbroje torpédoborců (např. demontáž zadních torpédometů na torpédoborcích americké třídy Allen M. Sumner) a naopak posilování protiletadlové výzbroje (zejména u jednotek působících v Pacifiku, kde bylo třeba čelit četným leteckým útokům a v poslední fázi války též sebevražedným útokům kamikaze). Po druhé světové válce navíc došlo k rozmachu raketové techniky a torpédomety z torpédoborců mizí úplně (současné torpédoborce mají zpravidla jenom protiponorkové torpédomety). V SSSR pod vlivem nadšení z raketové výzbroje vznikají torpédoborce, které mají i značně omezenou hlavňovou výzbroj (viz Projekt 56M Kildin, Projekt 57 Kanin a Projekt 61 Kašin) a i v dalších zemích je hlavňová vyzbroj omezována a nahrazována víceúčelovými kanony (americká třída Spruance: 2x 127mm L/54 Mark 45, britský Type 42: 1x 114mm L/55 Mark 8).
Výtlak současných torpédoborců se pohybuje v rozmezí od 4 000 do 16 000 tun. Vzhledem k neustále rostoucím nákladům na zbraňové elektronické systémy je tento druh válečných lodí v poslední době zatlačován do pozadí a počet států, které plánují jejich další stavbu, rychle klesá.
Torpédoborce jsou v současnosti ve výzbroji mnoha námořnictev světa a v mnohých z nich představují nejtěžší jednotky. V námořních silách některých rozvojových i vyspělých zemí slouží starší lodě, které byly vyřazeny námořními velmocemi jako zastaralé. Noví uživatelé tyto dost staré torpédoborce modernizují a lze předpokládat, že budou sloužit ještě hodně dlouho. Mezi státy, které mají staré torpédoborce ve výzbroji, patří mimo jiné: Řecko, Turecko, Brazílie, Chile, Pákistán či Tchaj-wan.